# Молден (Нью-Йорк)
Молден (англ. Malden) — переписна місцевість (CDP) в США, в окрузі Ольстер штату Нью-Йорк. Населення — 365 осіб (2020).

## Географія
Молден розташований за координатами 42°5′36″ пн. ш. 73°56′11″ зх. д. / 42.09333° пн. ш. 73.93639° зх. д. (42.093226, -73.936475).  За даними Бюро перепису населення США в 2010 році переписна місцевість мала площу 1,30 км², уся площа — суходіл.

## Демографія
Згідно з переписом 2010 року, у переписній місцевості мешкало 405 осіб у 162 домогосподарствах у складі 112 родин. Густота населення становила 312 осіб/км².  Було 190 помешкань (146/км²).
Расовий склад населення:
| - 96,5 % — білих - 1,5 % — чорних або афроамериканців |

До двох чи більше рас належало 2,0 %. Частка іспаномовних становила 10,4 % від усіх жителів.
За віковим діапазоном населення розподілялося таким чином: 21,2 % — особи молодші 18 років, 64,0 % — особи у віці 18—64 років, 14,8 % — особи у віці 65 років та старші. Медіана віку мешканця становила 44,1 року. На 100 осіб жіночої статі у переписній місцевості припадало 88,4 чоловіків;  на 100 жінок у віці від 18 років та старших — 96,9 чоловіків також старших 18 років.
Цивільне працевлаштоване населення становило 97 осіб. Основні галузі зайнятості: мистецтво, розваги та відпочинок — 25,8 %, будівництво — 22,7 %, транспорт — 17,5 %, виробництво — 17,5 %.